# Remigny (Aisne)
 Remigny  es una población y comuna francesa, en la región de Picardía, departamento de Aisne, en el distrito de Saint-Quentin y cantón de Moÿ-de-l'Aisne.

## Demografía
| 399 | 368 | 329 | 344 | 360 | 369 |
| Para los censos de 1962 a 1999 la población legal corresponde a la población sin duplicidades (Fuente: INSEE [Consultar]) |     |     |     |     |     |